# Facit EDB

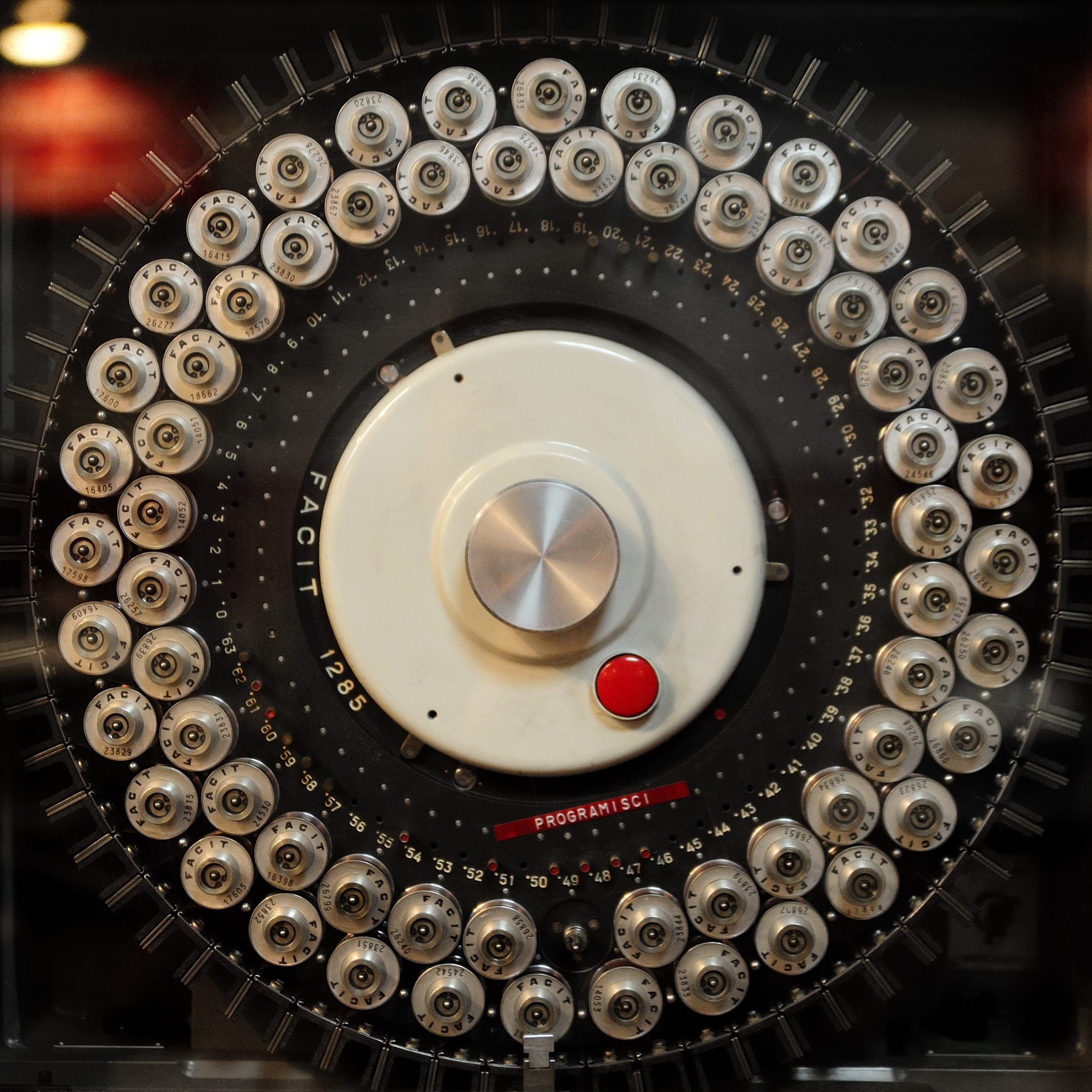
Karusellminnet ECM 64 från Facit kortade ner åtkomstiden för data betydligt

Facit EDB var en elektronrörsbaserad dator som tillverkades av Åtvidabergs industrier AB efter ritningarna för BESK, som utvecklats av Matematikmaskinnämnden.

## Historia

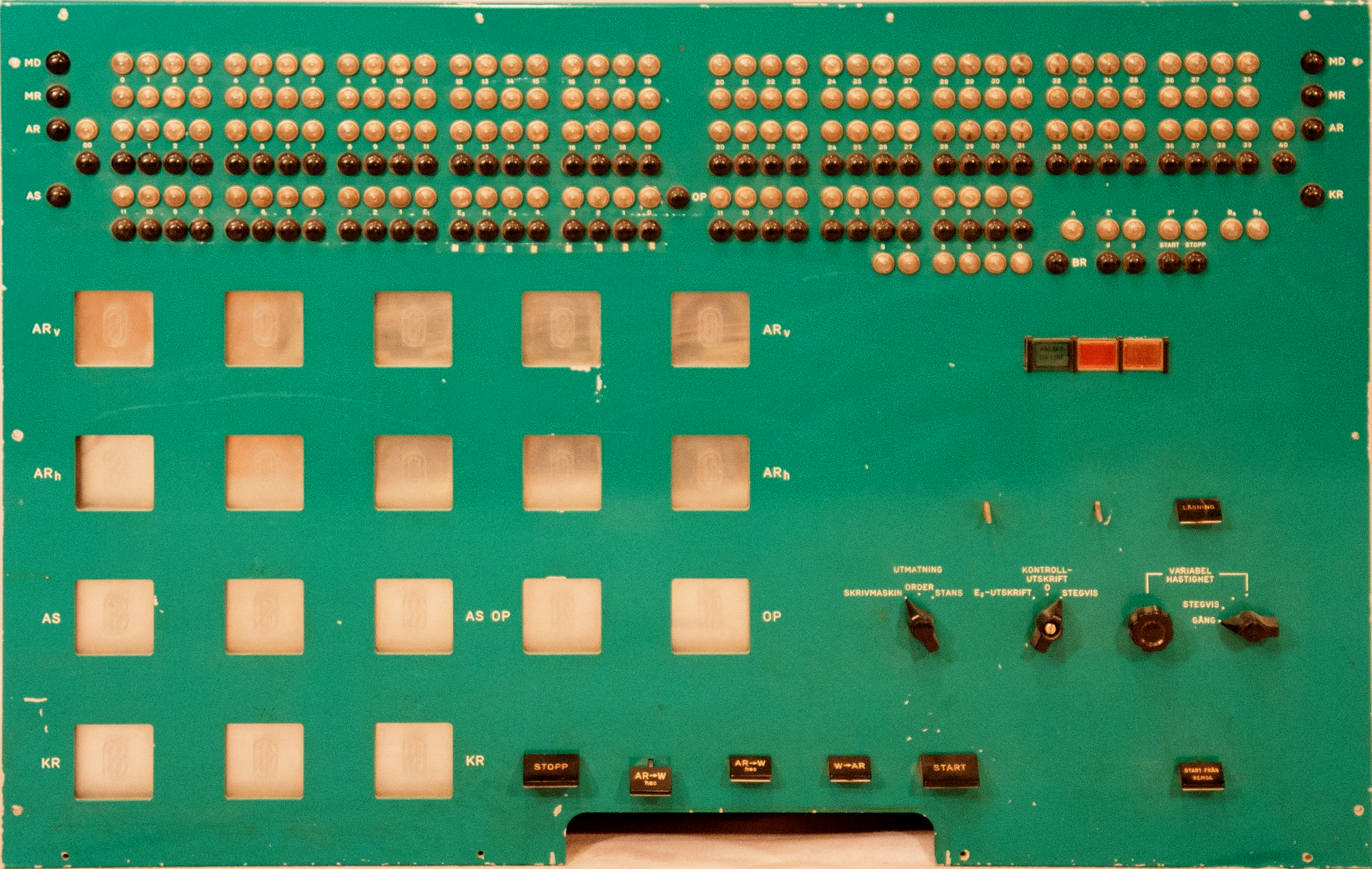
Närbilden på Facit EDB:s operatörspanel visar innehållet i registren MD, MR, AR, KR, AS och OP åskådliggörs dels digitalt med glödlampor, dels delvis hexadecimalt i form av ljusledardisplayer. Facit EDB var helt kompatibel med BESK och hade en likadan operatörspanel.

Från 1953 hade Facit på avstånd följt datorutvecklingen och Matematikmaskinnämndens (MMN) arbete. I maj 1955 blev Facits dåvarande VD Rolf Dencker kontaktad av Gunnar Sundblad som var VD för Iggesund, som förklarade att MMN riskerade att upplösas på grund av att staten var ovillig att satsa på efterföljare till BESK. Sundblad tyckte att Facit, Saab, Boliden och ASEA skulle skapa en stiftelse för att anställa MMN:s medarbetare. Den 12 december 1955 beslöt Facits styrelse istället att försöka värva nyckelpersonerna från MMN.
Som ett resultat värvade Facit från slutet av 1955 och under 1956 arton medarbetare från MMN som utvecklat BESK, i synnerhet BESK:s chefskonstruktör Erik Stemme, i konkurrens med Saab AB som även de försökte värva Stemme. Dessa anställdes vid Facits elektronikavdelning i Stockholm, under chefen Bertil Nyströmer, som tillsammans med Stemme åkte på en studieresa till USA under våren 1956.
Enligt Erik Stemme var anledningen till att en grupp ingenjörer lämnade Matematikmaskinnämnden att de var intresserade av att arbeta med ett nytt datorprojekt efter BESK, och Matematikmaskinnämnden hade svårt att få anslag för nya konstruktioner. Även om Facits högkvarter var i Åtvidaberg kom datorutvecklingen att förläggas till lokaler på Jungfrugatan i Stockholm så att konstruktörerna inte behövde flytta.

## Produkterna
Den första konkreta arbetsuppgiften för gruppen från Matematikmaskinnämnden blev att utveckla en kopia av BESK. Redan år 1956 köpte Facit ritningarna till BESK och den första kopian invigdes i oktober 1957 och kallades Facit EDB. Den hade några förbättringar, bland annat dubbelt så stort kärnminne, senare tillkom ett nytt avancerat magnetbandminne, karusellminnet.
Facit EDB installerades som servicemaskin i Åtvidabergs industriers lokaler vid Karlavägen i Stockholm. Det innebar att kunder kunde komma och köra egna program mot betalning per timme. Maskinen blev flitigt anlitad, behov av beräkningar fanns bland annat inom meteorologi.

## Funktionsprincip
Facit EDB var liksom BESK en så kallad IAS-maskin. Den ursprungliga IAS-maskinen färdigställdes vid Massachusetts Institute of Technology (MIT) 1951. Facit EDB programmerades genom att program laddades in i arbetsminnet, där även in- och utdata kunde lagras. IAS-maskiner var inte mjukvarukompatibla, men byggde på ritningar över den ursprungliga IAS-maskinens arkitektur.
Facit EDB var en kopia av BESK, och var uppbyggd med en kombination av elektronrör och germaniumdioder. Programmen var försedda med brytpunkter så att beräkningen kunde återupptas efter att något elektronrör brunnit ut och bytts. Som arbetsminne användes ett ferritkärnminne.
In- och utorgan var:
- Remsläsare (in) 500-1000 tecken/sek. 5-8 kanals remsa

- Magnetband (karusellminne från 1958), (in och ut)

- Skrivmaskin (ut) ca 10 tecken/sek

- Stans (ut) ca 150 tecken/sek

- Radskrivare (ut) 11 rader/sek, 160 tecken/rad

- Manöverbord (in och ut)

Software och program till maskinen var bland annat Algolkompilator, Maskinkodskompilator och Operativsystem. Maskinen kunde också köra diverse standardprogram avsedda för BESK.

## Prestanda
Minnet var ett ferritkärnminne på 32 K helord, fördelat på ett direkt adressbart (inre minne) om 2 K helord och ett lagringsminne (yttre minne) om 30 K helord. Minnet var fördelat på åtta oberoende enheter om 4 K vardera, varav sex i huvudstativ och två i separat stativ. Läs/skrivcykel var 5 mikrosekunder (hela minnet). Maskinen använde ordlängden 40 bitar/helord (ungefär 11 decimala siffror). Till maskinen användes också karusellminne, Facit ECM 64.
Aritmetiken utgjordes av en fixpunktsräkning i 40 bitar, flytande räkning (inbyggd) i 32+8 bitar, varav 32 för additionstid, i flytande räkning, ca 10 mikrosekunder. Maskinen utförde ca 100 000 operationer/sekund. Talrepresentationen var rent binär med basen 16.

## Användning
Nio Facit EDB tillverkades. Användare av beräkningsmaskiner återfanns vid denna tid inom flygplanskonstruktion, försvar, industri, vetenskapliga institutioner, försäkringsväsende och konsulterande ingenjörsfirmor. Ett exempel är stabilitetsberäkningar för Tingstadstunneln under Göta älv.
| Användare                                               | Plats                     | Invigd                              |
| ------------------------------------------------------- | ------------------------- | ----------------------------------- |
| Åtvidabergs servicecentral                              | Karlavägen, Stockholm     | 1 oktober 1957                      |
| Asea                                                    | Västerås                  | 12 december 1958                    |
| Matematikmaskinnämnden                                  | Drottninggatan, Stockholm | 2 oktober 1959                      |
| Åtvidabergs servicecentral                              | Karlavägen Stockholm      | 1960 (flyttad till Düsseldorf 1962) |
| Åtvidabergs servicecentral                              | Göteborg                  | november 1960                       |
| Facit AB                                                | Solna                     | september 1961                      |
| Det Norske Meteorologiske Institutt                     | Oslo, Norge               | 1 mars 1962                         |
| Försvarets radioanstalt                                 | Stockholm                 | juli 1962                           |
| Försäkringsbolaget Framtiden (nu en del av Trygg-Hansa) | Stockholm                 | november 1962                       |

## Programspråk
För de första Facit EDB-maskinerna skrevs programvaran i maskinkod, FA-5 (Fiktiva Addresser) eller "Alfakod", vilket i princip var en symbolisk assembler.
Då programspråket Algol 60 specificerades och såväl Matematikmaskinnämnden som Facit deltog i standardiseringsarbetet, ansvarade Ingemar Dahlstrand för en grupp som konstruerade en Algol 60-kompilator för Facit EDB åren 1960-1964. Den andra huvudsakliga programmeraren var Sture Laryd. Den första versionen var klar i oktober 1961 och därefter fasades Autocode-programmen successivt ut till förmån för program skrivna i Algol. Dahlstrand ingick senare även som konsult tillsammans med Axel Bring och Gunnar Hellström i gruppen som utvecklade dialekten Algol-Genius för Datasaabs stordatorer D21, D22 och D23 runt år 1964.

## Facit Electronics AB och Nedläggningen
Redan 1956 hade Facit värvat Edy Velander till företagets styrelse för att hantera strategin för stordatorsatsningen. Velander åkte våren 1957 på en studieresa till USA, och kunde konstatera att Facit just för tillfället låg rätt i tiden, men snart skulle få hård konkurrens av amerikanska företag, i synnerhet IBM. Velander bedömde att Facit hade en viss chans att överleva som tillverkare av kringutrustning. Denna konkurrens blommade mycket riktigt ut år 1959 då IBM snabbt gjorde intrång på Facits svenska hemmamarknad.
År 1960 skapades dotterbolaget Facit Electronics AB med Bertil Nyströmer som VD och med målet att generera vinst från stordatorsatsningen. Under de följande två åren kännetecknades organisationen av konflikter mellan affärsledningen och ingenjörerna, i synnerhet mellan Nyströmer och Stemme, rörande rapportering och förseningar i utvecklingen av systemen. Efter en utvärdering av konsultfirman Bohlin & Strömberg avvecklades företaget årsskiftet 1962/63. Dotterbolaget Facit Electronics blev åter en elektronikavdelning inom Facit, och inriktades på att utveckla kringutrustning och militära produkter.
Utveckling och tillverkning av de hålremsstansar och läsare som utvecklats av Facit Electronics flyttades vid nedläggningen till Åtvidaberg.
De beräkningscenter som byggts upp för att tillhandahålla datorkraft på Facits EDB-maskiner ombildades till företaget Industridata med affärsidén att tillhandahålla datorkraft till industrin.